# Nádudvari Péter
Nádudvari Péter, Nádudvari P. Péter (születési helye nem ismert, 1670 körül – Szászváros, 1726) református esperes, egyházi író.

## Élete
A debreceni főiskolában tanult és 1687. június 12-én lépett a felső osztályba, majd Nagyenyedben fejezte be hazai tanulmányait. 1696-ban Bethlen Sámuel költségén Belgiumba ment és augusztus 28-án iratkozott be a franekeri egyetemre. Onnét visszajövén, 1698-tól jótévőjénél udvari lelkész, 1700-tól marosvásárhelyi, majd 1705-től szászvárosi református prédikátor volt. Ugyanitt 1706-tól elsőpapként dékáni tisztet is vállalt.
Híres egyházi szónok volt: „és mint valami Krisostomusnak úgy csudálták prédikáczióit, ennek nyolczvannégy prédikáczióji kinyomtattattak; melyekben az igaz vallásnak Szent Iráson épült fundamentomos ágazatai bőven és világosan kibeszéltetnek” – írja Bod.

## Munkái
- Disputatio Theologica De Peccati Natura, Propagatione, atque Speciebus. Quam… Sub Praesidio… Stephani Enyedi… Publice ventilandam proponit… Claudiopoli 1695.
- Botránkozás nelkül való Lelki-Ismeretü Keresztyen, Avagy Az ő Kerestyéni Vallását, azzal egyező életével, s praxissával meg-mutató botránkozásnélkül-való lelkiisméretű, Néhai Mélt… Bulcsesti Sarah Aszszonynak… Hallerkői Haller István… Erdélyi Státusok Praesidensének, … kedves hites Társának Keresztyéni életének le-rajzolása, Mellyet ennek a szent Lélek Templomának el-takaríttatásakor, Szeben Városában 1708. Jun. 17. A Mélt. fen emlitett Ur maga Palotáján öszve gyűlt sokaság előtt mondott. Szeben, 1708.
- Magyar Nathanael. Avagy az álnokság nélkül való igaz izraelitának néhai mélt. nagys. Bartsai Bartsai Ábrahám uramnak sinceritásáról való igaz tanubizonyság. Mellyet eltakarittatásak idején Vajda-Hunyadon a tisztességtételre… tett 1716. Szent-György hava 26. Kolozsvár, 1721. (Örökemlékezetű igaz c. gyűjteményben, többek beszédeivel együtt).
- Hermon kis hegye. Avagy: az alázatosságról-való rövid trakta. Mellyel, a Néhai mélt. tek. és nagys. Rátz Krisztina uri asszony, a mélt. branyitskai Jósika Imre urnak Torda várm. főispányának… igaz hites társa példáson ékeskedett. Mellyet, az alázatosság tükörének eltemettetésének napján 1715. Sz. András havának 24. Rápolton a palotán öszvegyült keresztyén hallgatók előtt prédikállott. Kolozsvár, 1717.
- Isten emberének, a néhai tek… Malomvizi Kendeffi Gábor urban, lerajzolt példája: melyet szomoru, de tisztességes el-takarittatásának napján Orlya-Boldogfalvi szomoru házánál… reá szabott 1722. júl. 12. Kolozsvár, 1722. (A valóságos keresztyen virtusoknak eleven példája cz. gyűjteményben, többek gyászbeszédeivel együtt).
- A valóságos jó feleségnek ideája, melyet a palotán öszve gyült frequentia előtt lerajzolt, és a megholt mélt. gróf Bethlen Judit aszszonyra, lélek és igazság szerint szabott 1720. Böjtelő hava 18. Kolozsvár. (Lugubre Sacrum czímű munkában Köleséri Sámuel gyászbeszédével együtt).
- Idvesség uttya az az: A hit ágazati körül való dolgoknak tárháza Predikátziókban. Kolozsvár, 1741.
- Néhai tiszt. tudós férjfiunak, N… P… uramnak… nyolczvannégy predikácziói, melyekben az igaz keresztyén vallásnak szent iráson épült fundamentomos ágazati bővön és világoson ki-beszéltetnek: és a mellyeket mélt. gróf Bethleni Kata ur-aszszonynak, Isten dicsőségének szeretetivel buzgó akaratjára és kegyes költségével, nagy részént az idvezült auctornak maga irásiból egybe-szedegetvén, és egynéhány hijánosságiból, néhol egész prédikátziókkal is ki-toldozván, világ eleibe botsátott Szathmári Pap Sigmond. Kolozsvár, 1741.

Latin költeményei vannak a Hedera Poeticában (Debreczen, 1686), az Epicidium Pauli Szenczi (Debreczen, 1691) és a Bagosi (Martinus), Dissertatio Theologica… Franequerae, 1697 c. munkákban.